# ناکاگاوا کیوهیده
ناکاگاوا کیوهیده (ژاپنی: 中川 清秀؛ ۱۵۴۲ – ۶ ژوئن ۱۵۸۳)، یک دایمیو اهل ژاپن در دوره آزوچی–مومویاما بود. ناکاگاوا هیده‌ماسا و ناکاگاوا هیدِه‌ناری پسران او بودند همچنین دختر وی «ایتوهیمه» همسر اصلی ایکدا تروماسا و خواهر وی همسر فوروتا اوریبه بود. همچنین دایمیوی مسیحی تاکایاما اوکون از خویشاوندان نزدیک وی بود.
کیوهیده در ولایت ستسو امروزه استان اوساکا، شهر ایباراکی متولد شد. وی ابتدا در خدمت دایمیوی ولایت ستسو ایکدا کاتسوماسا بود و از زمانی که اودا نوبوناگا به کیوتو وارد شد به خدمت نوبوناگا درآمد. پس از مدتی در خاندان ایکدا دو دستگی پیش‌آمد و ایکدا کاتسوماسا از رهبری خاندان کنار گذاشته شده و بجای وی ایکدا توموماسا رهبر خاندان شد. پس از آن برای مدتی خاندان ایکدا وارد دشمنی و جنگ با نوبوناگا شد.
در سال ۱۵۷۱ در طی نبرد شیرای‌کاوارا وی به همراه آراکی موراشیگه که وی نیز از ملازمان خاندان ایکدا بود، توانست وادا کوره‌ماسا را که طرفدار اودا نوبوناگا را شکست دهد و موجب قتل وی شود. پس از نبرد خاندان ایباراکی از بین رفت و کیوهیده توانست قلعه ایباراکی را متصرف شده و ارباب قلعه شود.
پس از اینکه در ولایت ستسو خاندان‌های قدرتمند یکی پس از دیگری رو به ضعف و نابودی رفتند، آراکی موراشیگه و تاکایاما اوکون به قدرت‌های مستقل از این خاندان‌ها تبدیل شدند و اودا نوبوناگا آراکی موراشیگه را به عنوان فرماندار ولایت ستسو به کار گماشت. هنگامیکه موراشیگه در سال ۱۵۷۸ شورش علیه نوبوناگا را آغاز کرد، در ابتدا کیوهیده نیز با وی در محاصره ایتامی (۱۵۷۹) همراه شد اما بعد از مدتی که شکست را نزدیک دید، همراه با تاکایاما اوکون به سپاه نوبوناگا پیوست و این بار علیه موراشیگه وارد جنگ شد. پس از آن نیز در سپاه نوبوناگا و زیر دست نیوا ناگاهیده و ایکدا تسونه‌اوکی خدمت کرد.
پس از سال ۱۵۸۲ و مرگ نوبوناگا در حادثه معبد هوننو وی وارد سپاه تویوتومی هیده‌یوشی شد و در نبرد یامازاکی جنگید. سال ۱۵۸۳ نیز در نبرد شیزوگاتاکه به نفع هیده‌یوشی وارد میدان جنگ شد. وی هنگامیکه از باروی کوه اوایما به همراه تویوتومی هیده‌تسوگو (خواهرزاده هیده‌یوشی) و تاکایاما اوکون دفاع می‌کرد مورد حمله ساکوما موریماسا که در سپاه شیباتا کاتسوایه می‌جنگید قرار گرفت و در سن ۴۲ سالگی کشته شد.